# Xã Mooresville, Quận Livingston, Missouri
Xã Mooresville (tiếng Anh: Mooresville Township) là một xã thuộc quận Livingston, tiểu bang Missouri, Hoa Kỳ. Năm 2010, dân số của xã này là 314 người.